# 李丞涓
李丞涓（： Lee Seoung-yeon，1968年8月18日—），韓國女演員兼模特兒。幼年在首爾求學，1989年在仁川的仁荷專業大學航空運航學系畢業，並加入大韓航空成為空中小姐。
1992年參加「美韓國小姐」（미스코리아 미）選拔賽得獎，並晉身演藝界。1993年於MBC開始為電視台拍攝電視劇，後來成為KBS的藝員。曾在電影《Although Is Hateful Again 2002》擔任女主角。2004年2月，她曾意圖以一套出位的寫真集製做突破，可惜弄巧成拙。同月23日，她宣佈由於事件帶來的巨大精神壓力而要接受治療，所以要暫別娛樂圈。同年年中，獲得著名導演金基德邀請擔當他的新作《空屋》的女主角，重新回到演藝界。

## 新聞多多的李丞涓
李丞涓在1998年曾因為非法駕駛而被罰社會服務80小時。

## 慰安婦造型裸照事件
本發生在2004年2月12日，李丞涓在當時推出的寫真集。該輯寫真集以日治時期的慰安婦作為造型參考，書中的李丞涓寫著衣衫不整的內衣在穿著日本軍服的男人旁或蹲或站。記者會當日，李丞涓還站在書中一幀裸露背部的巨型照片前讓傳媒拍照。結果有關新聞出街後，立時引起全國社會反彈，認為是對國內的慰安婦的侮辱。網上的留言版及新聞組齊聲聲討李丞涓，報章的專欄也推波助瀾。不足一星期，李丞涓高調前往京畿道一個讓戰時慰安婦居住的村莊謝罪，並在她們面前聲淚俱下的跪倒叩罪，但仍不獲得她們原諒。由於來自群眾的壓力和攻擊不斷，李丞涓在23日宣佈暫別娛樂圈。
此外，在事件發生期間，中國中央電視台原訂播放她的電視劇《初戀》，但因為這次裸照事件而被迫取消。

## 演出作品

### 電視劇
- 1994年：KBS《員警》
- 1995年：SBS《沙漏》
- 1996年：KBS《初戀》飾演 李曉京
- 1997年：KBS2《婚紗（朝鲜语：웨딩드레스 (드라마)）》飾演 金荷娜
- 1999年：KBS《請相愛》
- 2001年：KBS《東洋劇場》
- 2001年：MBC《秋季遇到的男人》
- 2002年：KBS《好想談戀愛》
- 2003年：SBS《完整的愛》
- 2006年：SBS《愛情與野望》飾演 慧珠
- 2007年：MBC《文熙》飾演 崔尚美
- 2010年：MBC《紅字》飾演 韓京瑞
- 2012年：JTBC《Happy Ending》飾演 洪愛蘭
- 2012年：SBS《大風水》飾演 永芝
- 2014年：JTBC《善巖女高偵探團》飾演 吳幼珍
- 2015年：OCN《我的美麗新娘》飾演 李真淑
- 2015年：On Style《因為是第一次》飾演 松兒的阿姨
- 2018年：MBC《富家公子》飾演 南秀熙
- 2019年：KBS《左撇子妻子》飾演 趙愛拉
- 2022年：MBC《秘密之家》飾演 咸淑珍
- 2024年：MBC《勇敢無雙龍水晶》飾演 閔鏡化

### 電影
- 1996年：《Piano Man》
- 1997年：《Hercules》（配音）
- 1997年：《Change》
- 1998年：《Saturday,2:00 pm》
- 2002年：《Although Is Hateful Again 2002》
- 2004年：《空屋》
- 2014年：《愛麗絲：從仙境來的少年》

## 獎項
| 年度   | 頒獎典禮    | 獎項                                | 作品     | 結果 |
| 2018年 | MBC演技大賞 | 連續劇部門 助演獎                   | 富家公子 | 提名 |
| 2022年 | MBC演技大獎 | 短篇劇與日日劇部門 女子最優秀演技獎 | 秘密之家 | 獲獎 |